# AS-202
AS-202 (Apollo 3 nebo SA-202) byla mise programu Apollo a třetí let rakety Saturn IB. Hlavním úkolem bylo provedení testu rakety a kosmické lodi Apollo. Let byl suborbitální a bez posádky. Mise dopadla úspěšně.

## Cíle

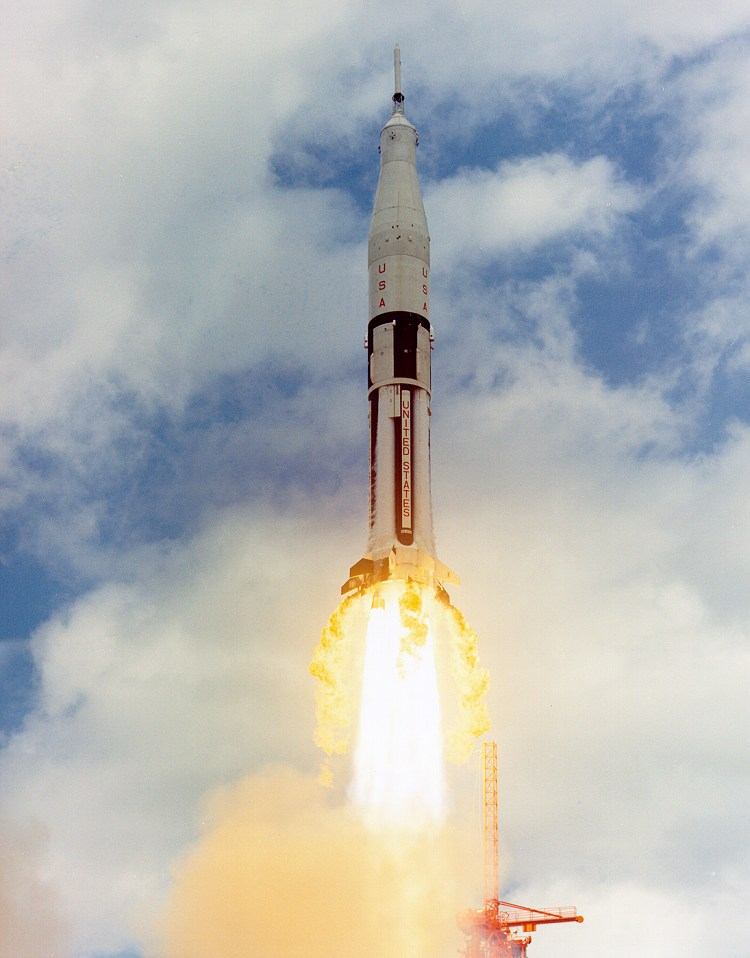
Start mise AS-202

AS-202 měla být druhou misí rakety Saturn IB, ale z důvodu zpoždění při výrobě lodi Apollo byla přesunuta až po misi AS-203. Test byl v podstatě opakováním mise AS-201, jen s tvrdšími podmínkami. Zážeh druhého stupně měl trvat déle a loď měla vystoupat do větší výšky. Ve stavu beztíže měly proběhnout čtyři testovací zážehy motoru AJ-10, pohánějícího servisní modul lodi Apollo. Při návratu do atmosféry měl být proveden test tepelného štítu při extrémních podmínkách.

## Průběh letu
Start se konal 25. srpna 1966 v 17:15 UTC na startovacím komplexu 34 na Cape Canaveral Air Force Station. Celý let proběhl bez problémů, přesně podle plánu. První stupeň pracoval dvě a půl minuty a ve výšce 56 kilometrů byl odpojen, druhý stupeň pracoval sedm a půl minuty a vynesl kosmickou loď Apollo na balistickou dráhu s apogeem 216 kilometrů.
Poté následovaly čtyři zážehy motoru servisního modulu. První zážeh trval 3 minuty 35 sekund a zvýšil tak apogeum dráhy na 1128,6 km. Při sestupu zpět k Zemi byly provedeny další tři zážehy, z nichž poslední dva trvaly pouhé tři sekundy a byly provedeny v deseti sekundových intervalech. Tak byla ověřena schopnost rychlého restartu v beztížném prostoru.
Do atmosféry vstupoval velitelský modul rychlostí přes 8900 m/s a dopadl 370 km od zamýšlené pozice. O osm a půl hodiny později jej vyzvedla letadlová loď třídy Essex USS Hornet. V současné době je velitelský modul opět na Hornetu, který kotví v Alamedě v Kalifornii a slouží jako plovoucí museum.